# Мовинкель, Йохан Лудвиг
Йохан Лудвиг Мовинкель (норв. Johan Ludwig Mowinckel; 22 октября 1870, Берген — 30 сентября 1943, Нью-Йорк) — норвежский политический деятель, представлявший Венстре, социал-либеральную партию Норвегии.  Премьер-министр Норвегии в 1924—1926, 1928—1931 и 1933—1935 годах.
Основал судоходную компанию A/S J. Ludwig Mowinckels Rederi. Стал одним из самых успешных норвежцев в своей области.

## Общественно-политическая деятельность
Был мэром города Берген с 1902 по 1906 и с 1911 по 1913 год, где он представлял бергенское отделение Венстре. Он возглавил своё первое правительство в 1924 году, когда правительству Абрахама Берга не удалось отменить сухой закон.
Занимал должность премьер-министра Норвегии в 1924—1926, 1928—1931 и 1933—1935 годах.
В 1933 году Мовинкелю были переданы материалы о голоде на Украине сразу от нескольких зарубежных украинских и международных организаций: националистического Украинского общественного комитета спасения Украины, Конференции общества бывших комбатантов, депутата польского сейма, руководителя чрезвычайной дипломатической миссии правительства УНР в Французской республике Александра Шульгина. Видный деятель украинского националистического движения Милена Рудницкая была переговорщиком от украинских организаций и позже охарактеризовала Мовинкеля следующим образом:
«Он принадлежал к тому типу людей, которые с первого взгляда пробуждают доверие и которым с первой встречи находите общий язык. Доброта, благородство и общественная отвага рисовались на его лице. (...) Уже к концу первой долгого разговора он обещал, что сделает все, что будет в его силах».
29 сентября 1933 в Женеве состоялось 76-я сессия Лиги Наций с участием 14 государств. Мовинкель четыре раза брал слово, чтобы убедить представителей стран-участниц в важности помощи жителям УССР. Однако его призыв не был поддержан. Постоянные члены Совета Великобритания и Французская республика высказались против совместной резолюции. На сессии решили передать украинскую дело на рассмотрение Международного Красного Креста, который обратился к советскому правительству с предложением дать согласие на организацию международной помощи для голодающих. На это в декабре 1933 года из Москвы пришёл ответ, что голода в УССР и Северном Кавказе нет.

## Семья
Его сын, Йохан Лудвиг Мовинкель-младший, был известным норвежским дирижёром.